# 沃尔昌斯科耶农村居民点
沃尔昌斯科耶农村居民点（俄语：Волчанское сельское поселение）是俄罗斯联邦沃罗涅日州卡缅卡区所属的一个农村居民点。其下辖有3个居民点，行政中心为沃尔昌斯科耶。据2016年统计，该农村居民点的人口为951人。